# Gijs van Aardenne
Gijs van Aardenne, właśc. Gijsbert Michiel Vredenrijk van Aardenne (ur. 18 marca 1930 w Rotterdamie, zm. 10 sierpnia 1995 w Dordrechcie) – holenderski polityk, deputowany, wicepremier i minister, działacz Partii Ludowej na rzecz Wolności i Demokracji (VVD).

## Życiorys
Ukończył matematykę i fizykę na Uniwersytecie w Lejdzie, na którym kształcił się w latach 1947–1955. Był pracownikiem przedsiębiorstwa branży stalowej, w latach 1968–1971 zajmował stanowisko dyrektora fabryki. W 1958 wstąpił do Partii Ludowej na rzecz Wolności i Demokracji. W latach 1964–1977 zasiadał w radzie miejskiej Dodrechtu, od 1970 do 1972 był członkiem miejskich władz wykonawczych, w których odpowiadał za zdrowie publiczne, rekreację i sport.
Od lutego do maja 1971, od sierpnia 1971 do grudnia 1977 oraz od sierpnia 1981 do listopada 1982 sprawował mandat deputowanego do Tweede Kamer, niższej izby Stanów Generalnych. Od grudnia 1977 do września 1981 pełnił funkcję ministra gospodarki u Driesa van Agta. Od lutego do marca 1980 dodatkowo tymczasowo zarządzał resortem finansów. W listopadzie 1982 został wicepremierem oraz ministrem gospodarki w rządzie Ruuda Lubbersa. Urzędy te sprawował do lipca 1986. Od 1989 przewodniczył radzie instytutu badawczego Energieonderzoek Centrum Nederland. Od czerwca 1995 do czasu swojej śmierci w sierpniu tegoż roku zasiadał w Eerste Kamer.
Odznaczony Orderem Lwa Niderlandzkiego klasy III (1981) oraz Orderem Oranje-Nassau III klasy (1986).